# Hormiguero (Coahuila)
Hormiguero es una localidad del estado mexicano de Coahuila. Es parte del municipio de Matamoros.

## Demografía
| Gráfica de evolución demográfica |
|                                  |

| Censo | Población |
| ----- | --------- |
| 1900  | 521       |
| 1910  | 913       |
| 1921  | 649       |
| 1930  | 614       |
| 1940  | 401       |
| 1950  | 826       |
| 1960  | 929       |
| 1970  | 1 242     |
| 1980  | 1 406     |
| 1990  | 1 824     |
| 2000  | 1 832     |
| 2010  | 2 069     |
| 2020  | 2 264     |